# Плёсо (посёлок, Бабаевский район)
Плёсо — посёлок в Бабаевском районе Вологодской области.
Входит в состав Борисовского сельского поселения (с 1 января 2006 года по 13 апреля 2009 года входил в Плосковское сельское поселение), с точки зрения административно-территориального деления — в Плосковский сельсовет.
Расположен на берегу реки Колпь. Расстояние до районного центра Бабаево по автодороге — 90 км, до центра муниципального образования села Борисово-Судское по прямой — 21 км. Ближайшие населённые пункты — Заельник, Плёсо, Плоское.
По переписи 2002 года население — 83 человека (39 мужчин, 44 женщины). Преобладающая национальность — русские (96 %).